# Partido de clasificación para la Eurocopa entre España y Malta (1983)
El partido de fútbol celebrado el 21 de diciembre de 1983 entre las selecciones de España y Malta, que concluyó con un resultado de 12-1 a favor de los locales, supuso la clasificación de España para la Eurocopa de 1984 y está considerado como uno de los encuentros más importantes en la historia del fútbol español. El encuentro se celebró en el estadio Benito Villamarín de Sevilla, ante 30 000 espectadores.
La fase de clasificación para la Eurocopa estaba compuesta por siete grupos, y el líder de cada uno de ellos entraba en la fase final. A falta de una jornada, España era segunda y necesitaba ganar en el último partido a Malta por 11 goles o más, única posibilidad que tendrían para superar a Países Bajos en la clasificación final. Si se producía una victoria por menos de ese tanteo, los españoles y neerlandeses empataban a puntos, pero se clasificarían sus rivales al contar con una diferencia de goles mayor. Aunque los medios de comunicación españoles calificaron la remontada de imposible, España ganó 12-1 y se clasificó para la Eurocopa de 1984, en la que quedó finalista.
El España-Malta de 1983 fue un punto de inflexión para la selección española. Anteriormente, la organización del Mundial de 1982 y el mal papel de España como anfitrión había perjudicado a la imagen del combinado nacional, por lo que la victoria fue un bálsamo para los aficionados y futbolistas españoles. A partir del partido frente a Malta, los españoles se han clasificado para todos los Mundiales y todas las Eurocopas que siguieron (salvo la de 1992 en Suecia).

## Historia

### Antecedentes
Para la fase final de la Eurocopa 1984, la UEFA había establecido una fase de clasificación con siete grupos, de los que solo se clasificaba el líder de cada uno de ellos. La selección española fue encuadrada en el grupo VII con Países Bajos, Irlanda, Islandia y Malta. Desde el principio, los españoles y neerlandeses se convirtieron en los aspirantes a la clasificación, y en el séptimo partido del grupo, celebrado el 16 de noviembre de 1983, España cayó frente a Países Bajos por 2-1. Empatados a puntos a falta de una jornada, la selección neerlandesa venció en su último partido a Malta por 5-0, y era líder con dos puntos de ventaja y 16 goles de diferencia (22 a favor y seis en contra). La victoria se premiaba con dos puntos.
En esas alturas de la fase, España tenía 11 puntos a falta de un partido y cinco goles de diferencia (12 a favor y siete en contra). Por ello, necesitaba ganar a Malta por 11 goles o más, para empatar a puntos con los neerlandeses y superarlos en la clasificación. En esa época, la UEFA no contemplaba aún que las últimas jornadas de una fase de grupos se disputasen en horario unificado; de hecho, la propia Malta participaba en los dos últimos encuentros del grupo, contra Países Bajos y España, respectivamente. 
El rival de España en su último partido era Malta, teóricamente inferior y cuya plantilla estaba formada por jugadores amateur. Pese a la teórica debilidad de Malta, el objetivo de superar esa diferencia en un solo partido se antojó imposible para los medios de comunicación y buena parte de los aficionados. En el partido de ida celebrado seis meses antes, los españoles tuvieron problemas para doblegar a su rival en La Valeta, con un ajustado 2-3. Además, la selección española no había anotado más de cuatro goles en todos sus partidos de la fase previa, y la última goleada fue un 7-1 a Chipre en 1970.

#### Clasificación antes del encuentro
| Pos. | Equipo       | Pts | Jugados | PG | PE | PP | GF | GC | DG  |
| ---- | ------------ | --- | ------- | -- | -- | -- | -- | -- | --- |
| 1    | Países Bajos | 13  | 8       | 6  | 1  | 1  | 22 | 6  | +16 |
| 2    | España       | 11  | 7       | 5  | 1  | 1  | 12 | 7  | +5  |
| 3    | Irlanda      | 9   | 8       | 4  | 1  | 3  | 20 | 10 | +10 |
| 4    | Islandia     | 3   | 8       | 1  | 1  | 6  | 3  | 13 | –10 |
| 5    | Malta        | 2   | 7       | 1  | 0  | 6  | 4  | 25 | –21 |

### Preparación
La Federación Española de Fútbol adelantó la decimosexta jornada de Primera División para que los jugadores convocados estuvieran a las órdenes del seleccionador Miguel Muñoz. El combinado español tuvo una semana de preparación que se aprovechó para concentrar a los jugadores en el Parador de Oromana, en Alcalá de Guadaira. Los elegidos fueron Goikoetxea, Manu Sarabia y Zubizarreta (Athletic Club); Marcos Alonso, Carrasco y Tente Sánchez (Fútbol Club Barcelona); Rafael Gordillo y Poli Rincón (Real Betis); Camacho, Gallego y Santillana (Real Madrid); Paco Buyo (Sevilla FC); Antonio Maceda (Real Sporting de Gijón), y Güerri, Salva y Juan Señor (Real Zaragoza). El guardameta titular, Luis Miguel Arconada, estaba lesionado y tanto Zubizarreta como Buyo partían sin experiencia internacional, siendo Buyo quien debutó. A tres días del partido, Gallego causó baja por molestias físicas y fue reemplazado por el barcelonista Víctor Muñoz. Consciente de que las opciones de pase eran remotas, el seleccionador declaró que «hablar hoy de un 11-0 es pensar en un milagro, aunque nada es imposible».
Por su parte, los malteses aterrizaron en Sevilla dos días antes del partido, con cansancio acumulado tras haber perdido frente a Países Bajos. La plantilla estaba formada en su gran mayoría por futbolistas amateur que jugaban en la liga de Malta. Solo unos pocos contaban con experiencia en el extranjero, entre ellos John Bonello, portero titular que jugó un año en el modesto SC Herford alemán. La selección tuvo que entrenar en la ciudad deportiva del Betis y pudo hacer una sesión en el Benito Villamarín el día anterior, aunque las fuertes lluvias les impidieron ejercitarse con normalidad. El seleccionador de Malta Victor Scerri aseguró que saldrían a defender y poner las cosas difíciles a España para tener un «final digno», mientras que el portero Bonello, perseguido por la prensa durante toda la concentración, apuntó que «no volvería a mi país si me marcasen 11 goles».

### Día del partido

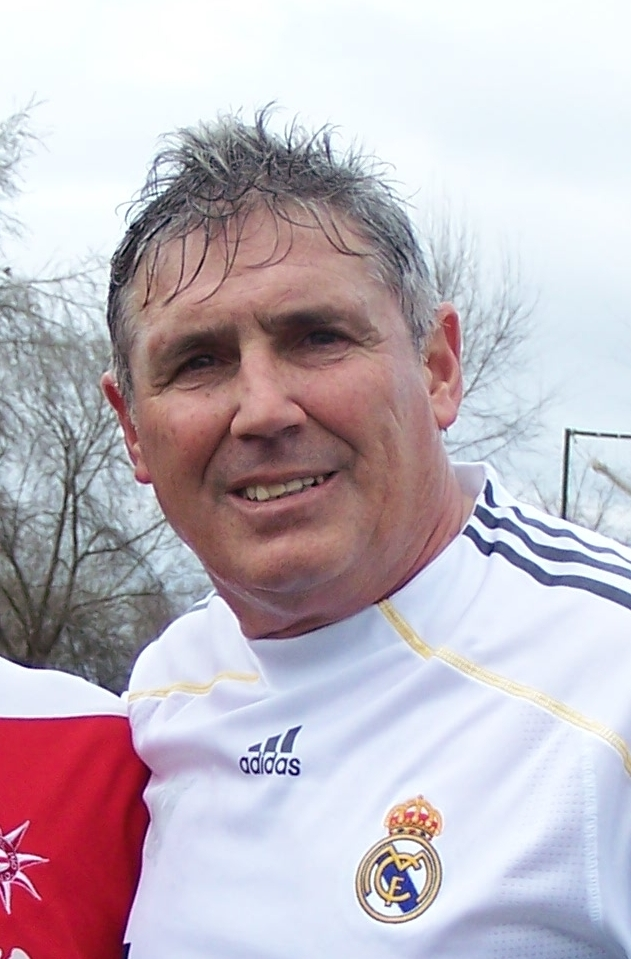
Santillana logró un hat trick en la primera parte y cuatro de los 12 goles de.

El partido se disputó un miércoles a las 20:30 horas y en los días anteriores había llovido con intensidad en Sevilla, por lo que la entrada al estadio Benito Villamarín fue menor de la esperada. Se habían vendido unas 30.000 localidades, algo más de la mitad del aforo. Sin embargo, la asistencia al campo y los aledaños fue aumentando de forma considerable cuando el objetivo de los 11 goles estaba cada vez más cerca.
España salió desde el primer minuto al ataque en busca del gol, pero en los primeros minutos Juan Señor falló un penalti. El equipo no pudo batir la portería de Bonello hasta el minuto 15, gracias a un remate de cabeza de Santillana. Malta desplegó el juego defensivo adelantado por su seleccionador y se dedicó incluso a perder tiempo, con vistas a evitar otra goleada similar a la sufrida ante Países Bajos. La selección visitante no disparó a portería hasta el empate en el minuto 24: Demanuele tiró desde fuera del área y el balón golpeó en Maceda, quien involuntariamente desvió la trayectoria hacia la meta defendida por Buyo. A partir de ahí España aprovechó numerosos errores de la zaga maltesa, que pese a estar replegada en su campo dejó muchos huecos al ataque local. Santillana completó una tripleta en los minutos 26 y 29. Aun así, España llegó al final del primer tiempo con un resultado de 3-1, insuficiente para lograr la clasificación.
Al comienzo de la segunda mitad, España necesitaba nueve goles en tres cuartos de hora para clasificarse. Poli Rincón abrió su cuenta particular en el minuto 47, y marcó el quinto tanto en el 57. Los locales se animaron y adelantaron líneas para ahogar a su rival: Maceda marcó en el 62, un minuto después consiguió el séptimo tanto con un buen remate de palomita, y a los doce segundos Poli Rincón hizo el octavo, logrando otro hat trick. Santillana firmó el 9-1 en el minuto 76, y Rincón logró el décimo gol de cabeza luego de dos minutos. En el minuto 80 Manu Sarabia logró el undécimo tanto, y a España le quedaban solo 10 minutos para lograr uno más que les permitiera superar a Países Bajos en la fase de grupos.
Los malteses continuaron perdiendo tiempo, e incluso tiraron el balón fuera de forma deliberada para no encajar ese duodécimo tanto. España llegó a fallar hasta cuatro ocasiones consecutivas. Sin embargo, en el minuto 85 de partido Juan Señor remató un rechace desde fuera del área y consiguió el 12-1 definitivo, con una explosión de alegría y júbilo entre el público asistente y los periodistas desplazados a Sevilla. A pesar de que ese resultado les bastaba, España continuó atacando y no dejó que su rival se aproximara. Rafael Gordillo llegó a anotar un decimotercer gol, anulado por fuera de juego. En ese momento invadieron el terreno de juego más de 30 personas, desalojadas de inmediato por la policía nacional y los propios jugadores españoles.
Finalmente, el partido terminó 12-1 y España consiguió la clasificación para la Eurocopa de 1984 en Francia. El Benito Villamarín sufrió una nueva invasión de campo completa, y los jugadores y aficionados en Sevilla celebraron la victoria hasta altas horas de la madrugada. Por su parte, Televisión Española interrumpió la programación habitual para emitir un informativo sobre la victoria acontecida. Aunque el árbitro tenía que recoger el balón, Poli Rincón consiguió sacarlo del campo para quedárselo como recuerdo.
| Pos. | Equipo       | Pts | PJ | PG | PE | PP | GF | GC | DG  |
| ---- | ------------ | --- | -- | -- | -- | -- | -- | -- | --- |
| 1    | España (C)   | 13  | 8  | 6  | 1  | 1  | 24 | 8  | +16 |
| 2    | Países Bajos | 13  | 8  | 6  | 1  | 1  | 22 | 6  | +16 |
| 3    | Irlanda      | 9   | 8  | 4  | 1  | 3  | 20 | 10 | +10 |
| 4    | Islandia     | 3   | 8  | 1  | 1  | 6  | 3  | 13 | –10 |
| 5    | Malta        | 2   | 8  | 1  | 0  | 7  | 5  | 37 | –32 |

### Reacciones después del encuentro

#### España
Tras el 12-1 y la clasificación para la Eurocopa, se desató una ola de euforia en España. Televisión Española, que había emitido el encuentro, suspendió inmediatamente la programación habitual prevista para emitir un especial informativo durante toda la noche sobre la victoria acontecida. Los futbolistas españoles fueron paseados a hombros y celebraron la victoria hasta la madrugada, siendo felicitados por el ministro de Cultura, Javier Solana, en nombre del Gobierno. El resultado devolvió la confianza a muchos aficionados que se habían desilusionado con el papel de la selección tras el fracaso del Mundial 1982. Ante la falta de éxitos deportivos y el hecho de que el último título internacional era el europeo de 1964, el encuentro estuvo considerado como una de las mayores hazañas en la historia del fútbol español. Los españoles llegaron hasta la final de la Eurocopa de 1984, donde cayeron frente a los anfitriones de Francia.
En los Países Bajos nadie esperaba que España pudiera remontar la diferencia de 11 goles y les superase en la clasificación, por lo que la noticia sorprendió pero fue asumida con deportividad. Los medios de comunicación y deportistas del país reconocieron que el resultado era justo, y centraron sus críticas en el portero John Bonello y la defensa maltesa, así como en los pocos goles anotados por el Oranje contra el mismo rival (5-0) en el penúltimo partido del grupo. El seleccionador neerlandés Kees Rijvers, que no quiso ver el partido por televisión, aplaudió el juego español y se limitó a decir que «los milagros también existen en el fútbol». Por otro lado, algunos diarios europeos pusieron en tela de juicio el resultado, y la prensa sensacionalista lo tildó incluso de «mascarada».

#### Malta
Malta se tomó la derrota como una verdadera humillación, porque el 12-1 era (y sigue siendo) la mayor goleada encajada por la selección en toda su historia. El presidente de la federación maltesa abandonó el palco del Benito Villamarín cuando España marcó el décimo tanto, mientras que el portero John Bonello fue reprendido por sus propios compañeros. La derrota le costó el puesto al seleccionador Victor Scerri. La Asociación de Fútbol de Malta denunció ante la UEFA la invasión de campo y un supuesto mal comportamiento del público español, ya que algunos aficionados arrojaron naranjas y botellas a los malteses durante el choque.
El gobierno maltés abrió una comisión de investigación para esclarecer cómo se produjo el resultado y la implicación de sus jugadores. El grupo de trabajo llegó a tres conclusiones sobre la abultada derrota. En primer lugar, el sistema de doble jornada implementado por la UEFA para la eliminatoria, pues el seleccionado aterrizó en Sevilla cuatro días después de perder en los Países Bajos. En segundo lugar, la carencia de infraestructuras que afectaba a todo el deporte nacional. Y por último, la precaria preparación de un equipo con jugadores amateur —por ejemplo, el delantero titular Simon Tortell se retiró del deporte a los 24 años para trabajar como abogado—. Por ello Malta impulsó la construcción de campos de entrenamiento, un gimnasio y un centro de fisioterapia en el estadio nacional, mientras que la selección pasaría a ser dirigida con una base profesional.
El nuevo presidente de la Asociación de Fútbol de Malta, George Abela, ocupó el cargo desde 1982 hasta 1992. Años más tarde fue elegido presidente de Malta entre 2009 y 2014.

## Ficha del partido
| 1  | POR | Francisco Buyo                 |     |
| 2  | MED | Juan Señor                     |     |
| 3  | DEF | José Antonio Camacho (Capitán) |     |
| 4  | DEF | Antonio Maceda                 |     |
| 5  | DEF | Andoni Goikoetxea              |     |
| 6  | MED | Rafael Gordillo                |     |
| 7  | MED | Francisco José Carrasco        |     |
| 8  | MED | Víctor Muñoz                   |     |
| 9  | DEL | Santillana                     |     |
| 10 | DEL | Manu Sarabia                   |     |
| 11 | DEL | Poli Rincón                    | 87' |
| DT | DT  | Miguel Muñoz                   |     |

| 1  | POR | John Bonello           |     |
| 2  | DEF | Alexander Azzopardi    |     |
| 3  | DEF | Emanuel Farrugia       |     |
| 5  | DEF | John Holland (Capitán) |     |
| 6  | DEF | Norman Buttigieg       |     |
| 10 | DEF | Emanuel Fabri          |     |
| 11 | MED | Michael Degiorgio      |     |
| 9  | MED | Ernest Spiteri Gonzi   |     |
| 8  | MED | Raymond Farrugia       | 72' |
| 4  | DEL | Simon Tortell          |     |
| 7  | DEL | Silvio Demanuele       |     |
| DT | DT  | Victor Scerri          |     |

| 12 | DEF | Salva García       |     |
| 13 | POR | Andoni Zubizarreta |     |
| 14 | MED | Tente Sánchez      |     |
| 15 | MED | Francisco Güerri   |     |
| 16 | MED | Marcos Alonso      | 87' |

| 12 | POR | Charles Sciberras |     |
| 14 | DEF | Mario Farrugia    | 72' |
| 15 | DEF | Edwin Farrugia    |     |
| 16 | MED | Mario Schembri    |     |

|  | 16' | Santillana     | 1-0  |
|  | 26' | Santillana     | 2-1  |
|  | 29' | Santillana     | 3-1  |
|  | 47' | Poli Rincón    | 4-1  |
|  | 57' | Poli Rincón    | 5-1  |
|  | 62' | Antonio Maceda | 6-1  |
|  | 63' | Antonio Maceda | 7-1  |
|  | 64' | Poli Rincón    | 8-1  |
|  | 76' | Santillana     | 9-1  |
|  | 78' | Poli Rincón    | 10-1 |
|  | 80' | Manu Sarabia   | 11-1 |
|  | 84' | Juan Señor     | 12-1 |

|  | 24' | Silvio Demanuele | 1-1 |

|  | 34' | Rafael Gordillo |
|  | 51' | Antonio Maceda  |

|  | 4'  | Michael Degiorgio |
|  | 23' | Simon Tortell     |
|  | 26' | Emanuel Fabri     |
|  | 49' | John Bonello      |

|  | 78' | Michael Degiorgio |

| Árbitro | Erkan Göksel |

| 1  | POR | Francisco Buyo                 |     |
| 2  | MED | Juan Señor                     |     |
| 3  | DEF | José Antonio Camacho (Capitán) |     |
| 4  | DEF | Antonio Maceda                 |     |
| 5  | DEF | Andoni Goikoetxea              |     |
| 6  | MED | Rafael Gordillo                |     |
| 7  | MED | Francisco José Carrasco        |     |
| 8  | MED | Víctor Muñoz                   |     |
| 9  | DEL | Santillana                     |     |
| 10 | DEL | Manu Sarabia                   |     |
| 11 | DEL | Poli Rincón                    | 87' |
| DT | DT  | Miguel Muñoz                   |     |

| 1  | POR | John Bonello           |     |
| 2  | DEF | Alexander Azzopardi    |     |
| 3  | DEF | Emanuel Farrugia       |     |
| 5  | DEF | John Holland (Capitán) |     |
| 6  | DEF | Norman Buttigieg       |     |
| 10 | DEF | Emanuel Fabri          |     |
| 11 | MED | Michael Degiorgio      |     |
| 9  | MED | Ernest Spiteri Gonzi   |     |
| 8  | MED | Raymond Farrugia       | 72' |
| 4  | DEL | Simon Tortell          |     |
| 7  | DEL | Silvio Demanuele       |     |
| DT | DT  | Victor Scerri          |     |

| 12 | DEF | Salva García       |     |
| 13 | POR | Andoni Zubizarreta |     |
| 14 | MED | Tente Sánchez      |     |
| 15 | MED | Francisco Güerri   |     |
| 16 | MED | Marcos Alonso      | 87' |

| 12 | POR | Charles Sciberras |     |
| 14 | DEF | Mario Farrugia    | 72' |
| 15 | DEF | Edwin Farrugia    |     |
| 16 | MED | Mario Schembri    |     |

|  | 16' | Santillana     | 1-0  |
|  | 26' | Santillana     | 2-1  |
|  | 29' | Santillana     | 3-1  |
|  | 47' | Poli Rincón    | 4-1  |
|  | 57' | Poli Rincón    | 5-1  |
|  | 62' | Antonio Maceda | 6-1  |
|  | 63' | Antonio Maceda | 7-1  |
|  | 64' | Poli Rincón    | 8-1  |
|  | 76' | Santillana     | 9-1  |
|  | 78' | Poli Rincón    | 10-1 |
|  | 80' | Manu Sarabia   | 11-1 |
|  | 84' | Juan Señor     | 12-1 |

|  | 24' | Silvio Demanuele | 1-1 |

|  | 34' | Rafael Gordillo |
|  | 51' | Antonio Maceda  |

|  | 4'  | Michael Degiorgio |
|  | 23' | Simon Tortell     |
|  | 26' | Emanuel Fabri     |
|  | 49' | John Bonello      |

|  | 78' | Michael Degiorgio |

| Árbitro | Erkan Göksel |

## Repercusión

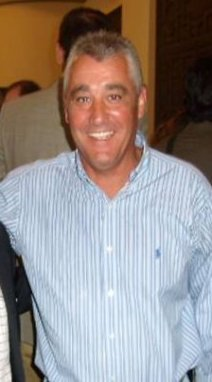
Poli Rincón fue, junto con Santillana, el máximo goleador en el 12-1.

La consecución del 12-1 fue un punto de inflexión en la historia de la selección española, que no había conseguido grandes logros en el panorama futbolístico pese a su importancia en el deporte nacional. Sin ser un título y pese a la debilidad del rival, la remontada de los 11 goles de diferencia es todavía uno de los momentos más importantes para el fútbol del país. El único título internacional obtenido hasta esa fecha era la Eurocopa 1964, y en los siguientes años la trayectoria del combinado nacional se vio lastrada por eliminaciones en torneos y su ausencia en algunos Mundiales. El mal papel de España en el Mundial 1982, en el que era anfitrión, había desilusionado a muchos seguidores que dejaron de confiar en el equipo.
La clasificación sirvió a la selección española para cimentar una renovación en el equipo centrada en la figura de Miguel Muñoz, contratado por la RFEF tras la actuación ofrecida por el equipo un año atrás. Además, fue un acicate para la gran actuación del equipo español en la fase final de la Eurocopa de 1984, en la que el combinado nacional llegó a la final, cayendo derrotada frente a la selección francesa de Platini, Jean Tigana, Manuel Amorós o Battiston, entre otros.  Muñoz culminó el proceso con la convocatoria de una nueva generación de futbolistas como Emilio Butragueño y Andoni Zubizarreta, que se unió a figuras veteranas como Luis Arconada y Santillana. El seleccionador definió la victoria ante Malta como «el momento más feliz de toda mi carrera deportiva».
Uno de los aspectos más recordados en España fue la narración de José Ángel de la Casa, comentarista de los partidos de fútbol en Televisión Española durante más de 30 años. Aunque el locutor mantenía un estilo sobrio durante las retransmisiones, no evitó emocionarse cuando Juan Señor marcó el duodécimo tanto, y desafinó al gritar «¡Gol de Señor!». La anécdota es recordada todavía para rememorar el encuentro.
En 2006 el portero de la selección de Malta en ese partido, John Bonello, participó en un anuncio para el mercado español de la cerveza Amstel, en el que se parodiaba su papel en el partido y se le definía como "el amigo perfecto". La participación de Bonello en la campaña publicitaria fue muy criticada en Malta por la prensa y aficionados, que lo consideraron una burla.

## Filmografía
- Retransmisión TVE (21/12/1983), «Partido íntegro entre España y Malta» en rtve.es
- Recopilatorio TVE (10/05/2006), «Vídeo de la retransmisión de todos los goles» en YouTube
- Documental TVE (21/12/2012), «Conexión Vintage - El 12 a 1 a Malta» en rtve.es[32][33]
- Telediario TVE (21/12/2008), «Vídeo conmemorativo del 25.º aniversario» en rtve.es